# Rubén Aveiro
Rubén Aveiro Insfran, conhecido como Aveiros no Brasil (Assunção, 18 de novembro de 1919 – ?) foi um futebolista paraguaio que atuava como atacante.
Foi o primeiro estrangeiro a atuar pelo Atlético Paranaense e no estado do Paraná, em 1943.
Também foi o primeiro paraguaio em La Liga.

## Carreira
Ruben surgiu no Boca Juniors, em 1936, no time B, e a partir de março de 1937, atuou em cinco amistosos, marcando quatro gols. Em junho de 1938, enfim teve uma chance no campeonato argentino, na derrota de 2-0 para o Platense, no que foi sua única exibição oficial pelos auriazuis.
Na Argentina, ainda atuou pelo Almagro e Lanús.
Em 1942, quando atuava pelo Corrales, disputou o Campeonato Sul-Americano pela Seleção Paraguaia, quando marcou 2 gols contra a Seleção Argentina na derrota por 4x3.
Chegou ao Atlético Paranaense em 1943. O presidente Maneco Aranha tinha contatos no Paraguai, o que facilitou o negócio com o atleta. Naquele ano, foi campeão paranaense.
Em 1945, atuou pelo Santos.
Na temporada 1947/48, atuou pelo Atlético de Madrid, da Espanha, onde fez quatro partidas e marcou um gol.